# 孫中山紀念館列表
革命家孫中山在世界各地的行踪有迹可循，因此全球多处皆有孙中山故居以纪念馆的形式开放。同時世界各地亦有由政府部门或華人民间组织筹建的专门纪念性建筑（未必在歷史上和孫中山有關），分布於中国大陸、台灣、香港、澳門、日本、夏威夷、英国、新加坡、马来西亚、南極、加拿大等。

## 中國大陸
廣東

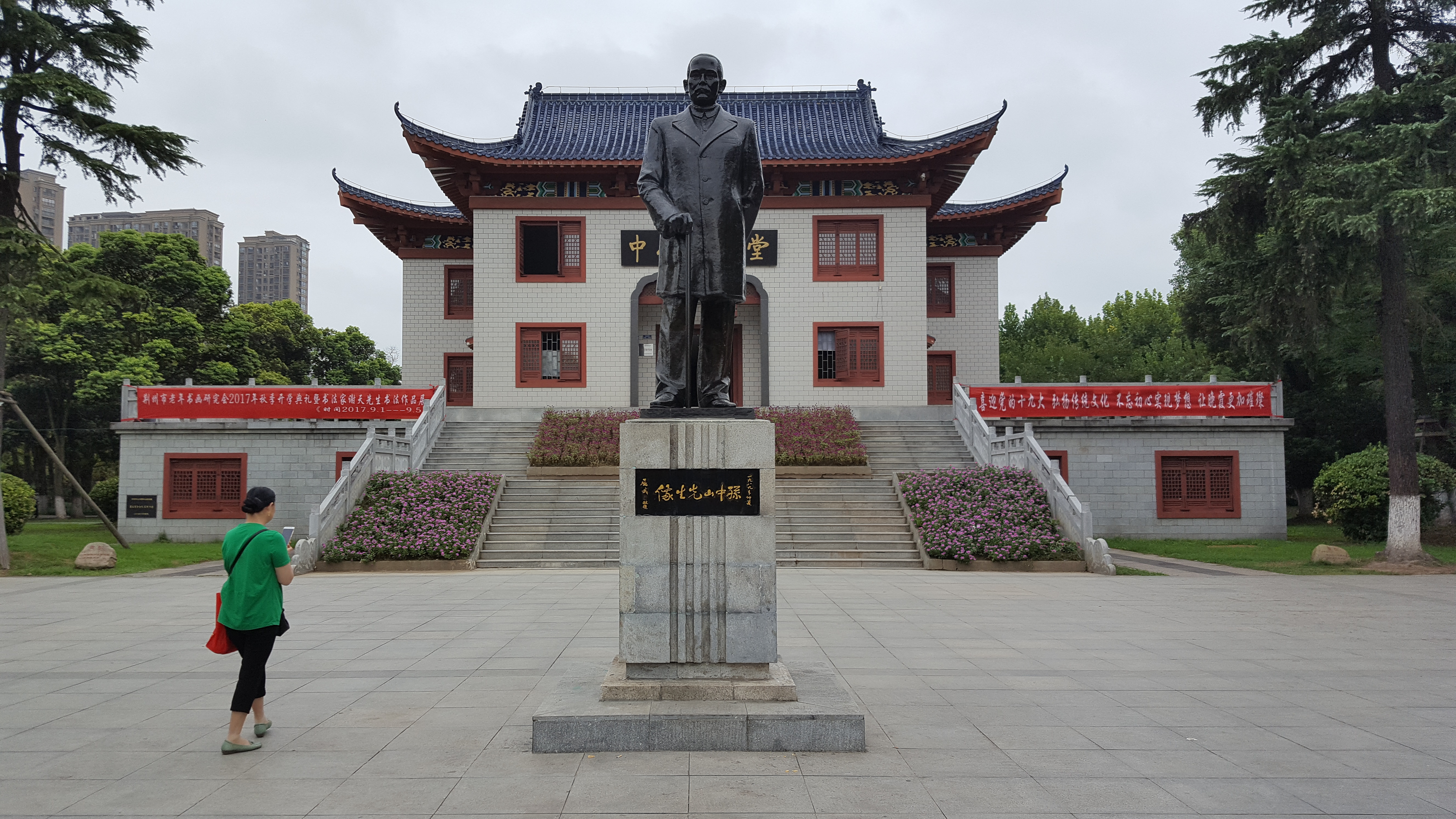
荆州市沙市市中山公园中山纪念堂和孙中山塑像

- 孙中山故居纪念馆，位于中山市翠亨村内，是孙中山出生和幼年时的故居。
- 孙中山大元帅府纪念馆，位于广州市海珠区纺织路东沙街18号，是孙中山在1917年护法运动时的办公与寓所。
- 中山纪念堂 (广州)，位于廣東省广州市越秀区。
- 中山紀念堂 (高州)，位於廣東省高州市中山路，市委大院內。由法國工程師設計，1934年建成。
- 中山纪念堂 (大埔三河)，位于廣東省梅州市大埔县三河镇的三河中山公园内。
- 中山纪念堂 (中山市)，位于廣東省中山市石岐区内。
- 中山纪念堂 (惠州市)，位于廣東省惠州市惠城区中山北路的中山公园内。
- 江门中山纪念堂，位于廣東省江门市蓬江区中山公园內。

福建
- 中山紀念堂 (福州)，位於福建省福州市鼓樓區中山路23號大院內。其前身為明朝和清朝時期的貢院，清道光七年（1827年）重建，稱為"至公堂"。

上海
- 上海孙中山故居，位于上海市香山路上，是孙中山和夫人宋庆龄1918年至1925年间在上海的寓所。

江蘇
- 孙中山纪念馆 (南京)，位于南京市中山陵的藏经楼。
- 中山纪念堂 (常州)，位于江蘇省常州市钟楼区。
- 南京大學中山樓，位于南京市的南京大学南园内，是孙中山在南京时的一处故居。

北京
- 拜殿 (北京中山公园)，位于北京市中山公园内，曾为停放孙中山灵柩的地方。
- 孙中山纪念堂 (北京香山)，位于北京市海淀区香山東麓的碧云寺内。

浙江
- 總理紀念堂，位于浙江省寧波市奉化區錦屏街道錦屏山南麓、中山公園下山腰。為中國歷史上最早的中山紀念堂。
- 中山紀念堂 (溫州)，位於浙江省溫州市鹿城區中山公園北端。

廣西
- 中山纪念堂 (梧州)，位于廣西梧州市的梧州中山公园内。
- 凌雲中山紀念堂，位於中國廣西壯族自治區凌雲縣泗城鎮勝利街。

湖北
- 中山纪念堂 (荆州)，位于湖北省荆州市沙市区的沙市市中山公园内。

山西
- 孫中山紀念堂 (太原)，位於山西省太原市文瀛公園，原名“勸業樓”﹐修建於1905年。

## 臺灣
臺北市

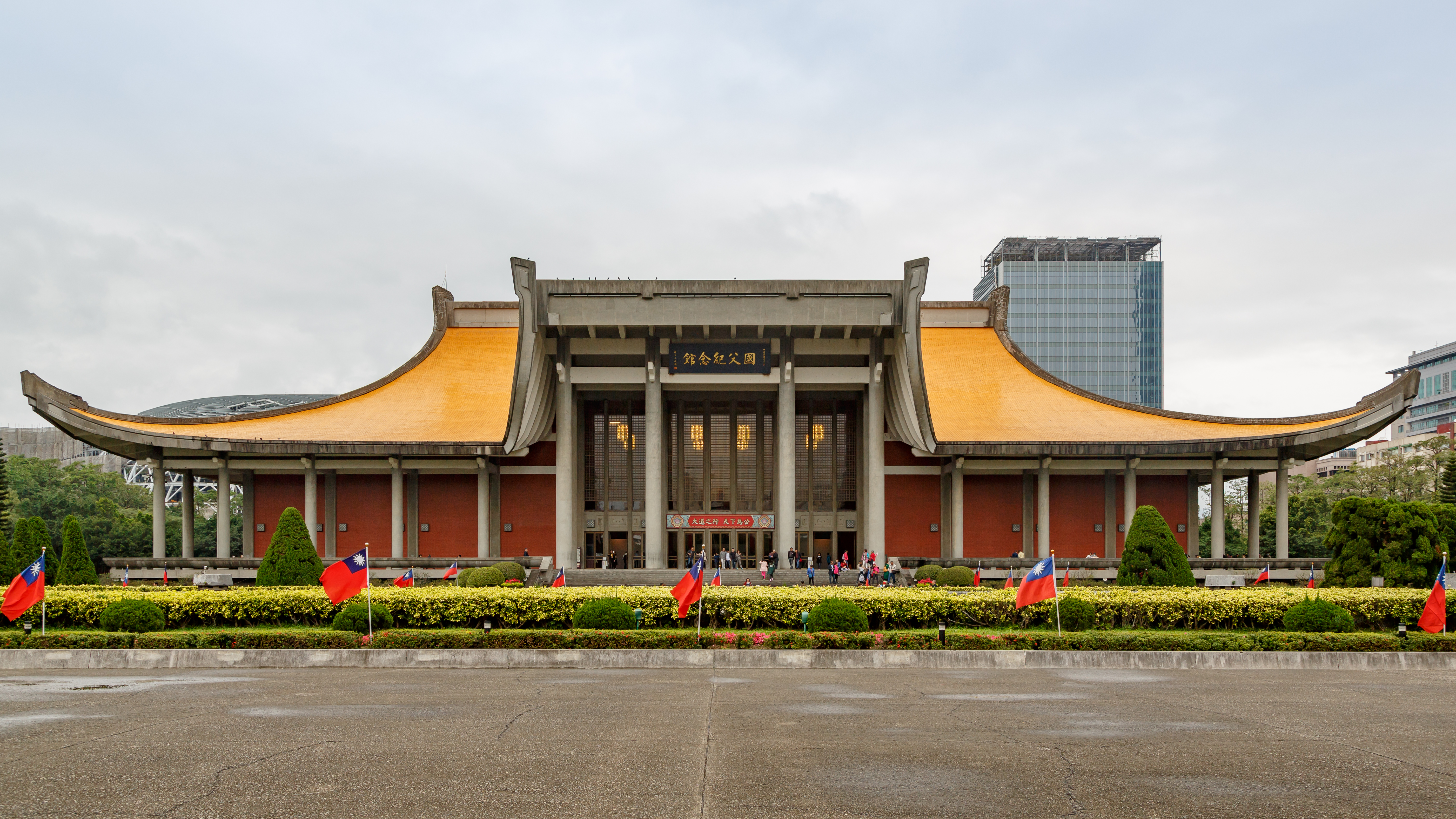
中華民國國立國父紀念館

- 國立國父紀念館，位於臺北市信義區，為紀念孫中山百年誕辰而建造的紀念館。
- 國父史蹟紀念館，位於臺北市中正區，為孫逸仙曾下榻過的日本旅館「梅屋敷」。
- 中山樓 (台北市)，位於台灣臺北市北投區，曾經是前中華民國國民大會的議事會場。
- 中山堂 (臺北市)，位於臺灣臺北市中正區延平南路，是臺灣第一個會展建築。

新北市
- 永和國父紀念館，位於新北市永和區，為孫氏宗親為紀念孫中山所捐資捐地興建的紀念館，同時也為永和區的主要文化展演場所。

## 香港
- 孫中山紀念館 (香港)，前甘棠第，位於香港中環衛城道。

## 澳門

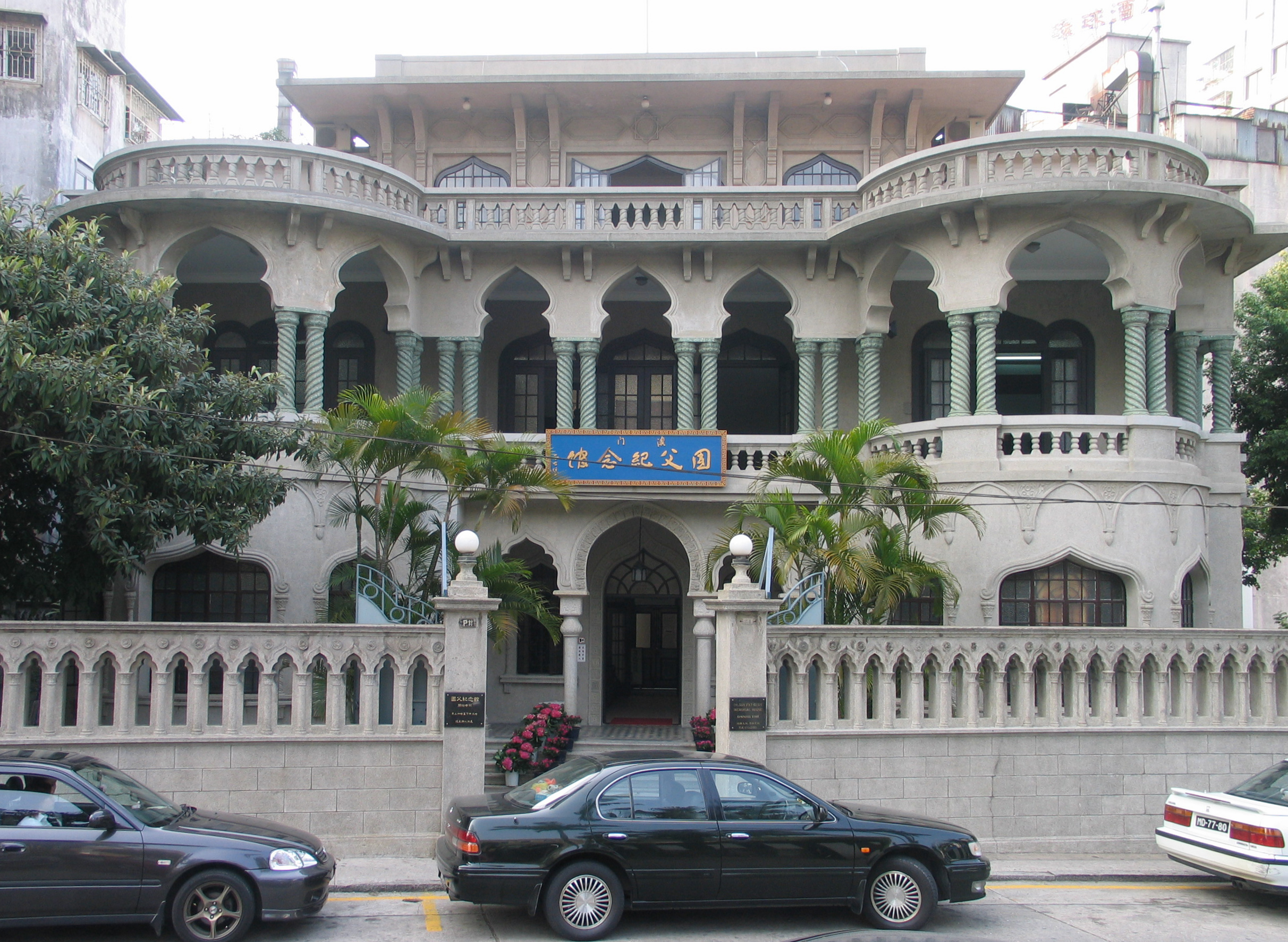
澳門國父紀念館

- 澳門國父紀念館，位於澳門文第士街，為1918年後孫中山在澳門行醫時和原配夫人盧慕貞的住所。

## 日本
- 孫文紀念館，別稱「移情閣」，位於兵庫縣神戶市。1984年，以「孫中山紀念館」之名，開始對外開放。2005年始改稱「孫文紀念館」。

## 新加坡
- 孙中山南洋纪念馆，又称为“晚晴园”，1906年后孙中山在新加坡的住所。

## 馬來西亞
- 槟城阅书报社孙中山纪念馆，位于槟城乔治市中路65号。
- 孙中山槟城基地纪念馆，位于槟城乔治市打铜仔街120号，由马来西亚首相马哈迪·莫哈末于2001年2月4日主持开幕。

## 南极
- 孙中山纪念堂 (南极)，全名“孙中山先生纪念堂”，俗称“中山堂”，位于南极大陆东部拉斯曼丘陵上的中国南极中山站内。